# علي عباسي
علي عباسي (بالإنجليزية: Ali Abbasi)‏ هو مقدم تلفزيوني بريطاني، ولد في 6 أغسطس 1961 في كراتشي في باكستان، وتوفي في 30 يوليو 2004 في غلاسكو في المملكة المتحدة بسبب ذئبة حمامية شاملة.